# 五藤光学研究所・MX-II
MX-II（えむえっくすつー）とは五藤光学研究所の製造していたシステム望遠鏡で、マークXより大型、かつ大幅に電子化されたものである。1986年1月に21cmニュートン式反射鏡筒を装備して発売され、その後1986年6月に12.5cmEDアポクロマート鏡筒が追加されている。現在は製造中止になっている。

## システムの概要

### 架台
赤緯赤経とも電動のみで、微動ハンドルはない。動作速度は12V電源時赤経30倍速、赤緯50倍速。48Vパワーブースター併用時赤経80倍速、赤緯130倍速。コントローラーのボタンを押し続けることで漸次加速する。
クランプは赤緯赤経とも電動。オプションのPCボードを装着するとRS-232の端子を通じてパーソナルコンピューターからのコントロールが可能であった。

### 12.5cmEDアポクロマート鏡筒
有効径125mm。焦点距離1000mm、フラットナー併用時も焦点距離は変わらないが良像範囲φ54ｍｍとなり6×6cm判をカバーする。ファインダーは8.4×50、実視野5.6°。

### 21cmニュートン式反射鏡筒
有効径210mm。焦点距離1260mm、レデューサー併用時945mm。良像範囲φ43ｍｍ。ファインダーは8.4×50、実視野5.8°。